# Rokytne (rejon białocerkiewski)
Rokytne (ukr. Рокитне, pol. hist. Rokitna) – osiedle typu miejskiego na Ukrainie, w obwodzie kijowskim, w rejonie białocerkiewskim. Do 2020 roku siedziba władz rejonu rokytniańskiego.
Leży na Wyżynie Naddnieprzańskiej nad rzeką Roś. Jest ośrodkiem przemysłu spożywczego (m.in. cukrownia) oraz wydobycia granitu.

## Historia
Miejscowość została utworzona w 1518 roku.
W 1957 roku otrzymała status osiedla typu miejskiego.
Urodził się tu Henryk Julian Levittoux – major lekarz Wojska Polskiego, ofiara zbrodni katyńskiej.